# Polioptila schistaceigula
La perlita pizarrosa (Polioptila schistaceigula), también denominada pelita gorjigrís o gorguigrís (en Colombia y Panamá), curruca pizarra (en Colombia), perlita pechipizarra o pechipizarrosa (en Ecuador) o perlita de garganta azul, es una especie de ave paseriforme de la familia Polioptilidae, perteneciente al numeroso género Polioptila. Es nativa del este de Centroamérica y del noroeste de Sudamérica. 

## Distribución y hábitat
Se distribuye en el centro y este de Panamá, norte de Colombia (hacia el este hasta Santander), hacia el sur por la pendiente del Pacífico del oeste de Colombia, hasta el noroeste de Ecuador.
Esta especie es considerada poco común y local en sus hábitats naturales: el dosel y los bordes de las selvas húmedas tropicales, hasta los 1000 m de altitud.

## Sistemática

### Descripción original
La especie P. schistaceigula fue descrita por primera vez por el ornitólogo alemán Ernst Hartert en 1898 bajo el mismo nombre científico; su localidad tipo es: «Cachabi, 500 pies (c. 150 m), Esmeraldas, Ecuador».

### Etimología
El nombre genérico femenino «Polioptila» es una combinación de las palabras del griego «polios» que significa ‘gris’, y «ptilon» que significa ‘plumaje’; y el nombre de la especie «schistaceigula» se compone de las palabras del latín moderno «schistaceus» que significa ‘gris pizarra’, y «gula» que significa ‘garganta’.

### Taxonomía
Es monotípica.